# Carl Dreher
Carl Dreher (* 16. Februar 1896 in Wien, Österreich-Ungarn; † 13. Juli 1976 in New York) war ein austroamerikanischer Tontechniker sowie Fachautor. Für sein Schaffen wurde er zweimal für einen Oscar nominiert.

## Leben und Wirken
Carl Dreher kam im Kindesalter mit seinen Eltern in die Vereinigten Staaten. 1917 schloss er am City College of New York sein Studium als Bachelor of Science ab. Bis 1923 arbeitete er als Operator bei Marconi und Radio Corporation of America (RCA). Anschließend war er als Broadcast Chief Engineer bei RCA Photophone angestellt.
Dreher wechselte von der Telekommunikationsindustrie New Yorks zur Filmindustrie Hollywoods am Beginn des Tonfilmzeitalters 1929, als er von Radio-Keith-Orpheum (RKO) angeworben wurde. Als Leiter der Tonabteilung sowie als Supervisor war er für die Einführung und Überwachung der Tontechnik bei der Filmherstellung zuständig. In dieser Funktion wurde er 1935 für The Gay Divorcee (Tanz mit mir!) und 1936 für I Dream Too Much für einen Oscar in der Kategorie Bester Ton nominiert.
Dreher stieg in das obere Management von RKO auf und gehörte als innovativer und erfahrener Tontechniker ab 1936 dem Board of Governors der Academy of Motion Picture Arts and Sciences an.
1937 wechselte Dreher zur National Broadcasting Company (NBC). Nebenbei schrieb er Fachbeiträge für Zeitschriften wie Scribner’s, The American Mercury, Yale Review und Harper’s Magazine.
Im Zweiten Weltkrieg diente Dreher im Army Air Corps als Regisseur und Produzent von Trainingsfilmen. Er kehrte anschließend nicht mehr nach Hollywood zurück, sondern arbeitete als Science Reporter für amerikanische Zeitschriften. 1957 veröffentlichte er das Sachbuch Automation. Von 1961 bis 1975, kurz vor seinem Tod, war er als Consultant, als Verfasser von Leitartikeln und als kritischer Autor der Zeitschrift The Nation tätig.

## Auszeichnungen
- 1935: Oscarnominierung in der Kategorie Bester Ton für The Gay Divorcee (Tanz mit mir!)
- 1936: Oscarnominierung in der Kategorie Bester Ton für I Dream Too Much